# Bassie & Adriaan in het circus
Bassie en Adriaan in het circus is een reeks televisieregistraties van Circus Bassie en Adriaan uit de periode 1981 tot en met 1989.
Bassie en Adriaan nemen de kijker mee naar hun eigen circus en vertonen een volledig circusprogramma.
De serie bevat fragmenten van de voorstelling van het Bassie en Adriaan-circus dat een tournee door Nederland en België maakt, met optredens van diverse circusartiesten.
In 1980 waren er plannen om de vierde televisieserie van het duo in en om Circus Bassie en Adriaan af te spelen. Het was de bedoeling dat het een tournee werd door verscheidende Nederlandse provincies langs verschijnende markante punten en toeristische attracties. Uiteindelijk werd dit idee geschrapt en bleven de registraties van de voorstellingen over. Wel werden er speciale  in- en outro opgenomen bij een aantal afleveringen.

## Afleveringen
| № | Titel                                  | Eerste uitzenddatum Nederland |
| - | -------------------------------------- | ----------------------------- |
| 1 | Bassie en Adriaan in het circus deel 1 | 18 januari 1981               |
| 2 | Bassie en Adriaan in het circus deel 2 | 17 juni 1981                  |
| 3 | Bassie en Adriaan in het circus deel 3 | 27 september 1981             |
| 4 | Hoogtepunten Circus Bassie en Adriaan  | 31 december 1982              |
| 5 | Bassie en Adriaan vanuit Oostende      | 29 december 1984              |
| 6 | Circus Bassie en Adriaan vanuit Brugge | 23 december 1985              |
| 7 | Het circus is weer in de stad          | 26 december 1986              |
| 8 | Bassie en Adriaan kerstcircus          | 22 december 1988              |
| 9 | Bassie en Adriaan kerstcircus          | 26 december 1989              |

Sinds 2013 zijn deze in gehermonteerde afleveringen te zien op het officiële YouTube-kanaal van het duo. De fragmenten van andere artiesten zijn grotendeels weggeknipt.
| № | Titel                                    | Publicatiedatum   | Opmerking |
| - | ---------------------------------------- | ----------------- | --------- |
| 1 | Bassie & Adriaan: In het Circus - deel 1 | 18 april 2013     | 1988      |
| 2 | Bassie & Adriaan: In het Circus - deel 2 | 26 april 2013     | 1985      |
| 3 | Bassie & Adriaan: In het Circus - deel 3 | 23 mei 2013       | 1989      |
| 4 | Bassie & Adriaan: In het Circus - deel 4 | 16 september 2014 | 1986      |
| 5 | Bassie & Adriaan: In het Circus - deel 5 | 3 november 2014   | 1988      |
| 6 | Bassie & Adriaan: In het Circus - deel 6 | 18 december 2014  | 1988      |
| 7 | Bassie & Adriaan: In het Circus - deel 7 | 24 mei 2015       | 1984      |
| 8 | Bassie & Adriaan: In het Circus - deel 8 | 23 augustus 2015  | 1981      |

Hiernaast bestaat er een registratie van de voorstelling van 30 november 1980 in Koninklijk Theater Carré, waarin Bas en Aad van Toor voor het laatst als The Crocksons met hun stoelenact te zien zijn. Deze is nooit op televisie uitgezonden. De laatste 16 minuten staat wel online op het YouTube-kanaal. Dit materiaal is afkomstig van een oude werkcopy op VCR. De bedoeling was deze op 1 januari 1981 uit te zenden, alleen had iemand per ongeluk bij de TROS de banden gewist.